# 100 mètres masculin aux Jeux olympiques d'été de 1968 (athlétisme)
Pour un article plus général, voir Athlétisme aux Jeux olympiques d'été de 1968.
Navigation
Tokyo 1964 Munich 1972
L'épreuve du 100 mètres masculin aux Jeux olympiques de 1968 s'est déroulée les 13 et 14 octobre 1968 au Stade olympique universitaire de Mexico, au Mexique.  Elle est remportée par l'Américain Jim Hines qui établit le premier record du monde du 100 m au chronométrage électronique, en 9 s 95.

## Résultats

### Finale
| Rang               | Athlète                    | Pays       | Temps  | Notes |
| ------------------ | -------------------------- | ---------- | ------ | ----- |
| Médaille d'or      | Jim Hines                  | États-Unis | 9 s 9  | =WR   |
| Médaille d'argent  | Lennox Miller              | Jamaïque   | 10 s 0 |       |
| Médaille de bronze | Charles Greene             | États-Unis | 10 s 0 |       |
| 4                  | Pablo Montes               | Cuba       | 10 s 1 |       |
| 5                  | Roger Bambuck              | France     | 10 s 1 |       |
| 6                  | Melvin Pender              | États-Unis | 10 s 1 |       |
| 7                  | Harry Jerome               | Canada     | 10 s 1 |       |
| 8                  | Jean-Louis Ravelomanantsoa | Madagascar | 10 s 2 |       |

### Demi-finales
Les quatre premiers de chaque demi-finale se qualifient pour la finale.
Série 1
| Rang | Athlète           | Pays               | Temps | Note |
| ---- | ----------------- | ------------------ | ----- | ---- |
| 1    | Jim Hines         | États-Unis         | 10.0  |      |
| 2    | Roger Bambuck     | France             | 10.1  |      |
| 3    | Harry Jerome      | Canada             | 10.1  |      |
| 4    | Mel Pender        | États-Unis         | 10.2  |      |
| 5    | Enrique Figuerola | Cuba               | 10.2  |      |
| 6    | Hermes Ramírez    | Cuba               | 10.2  |      |
| 7    | Harald Eggers     | Allemagne de l'Est | 10.2  |      |
| 8    | Hideo Iijima      | Japon              | 10.3  |      |

Série 2
| Rang | Athlète                    | Pays               | Temps | Note |
| ---- | -------------------------- | ------------------ | ----- | ---- |
| 1    | Charles Greene             | États-Unis         | 10.1  |      |
| 2    | Lennox Miller              | Jamaïque           | 10.1  |      |
| 3    | Pablo Montes               | Cuba               | 10.1  |      |
| 4    | Jean-Louis Ravelomanantsoa | Madagascar         | 10.2  |      |
| 5    | Gaoussou Koné              | Côte d'Ivoire      | 10.2  |      |
| 6    | Iván Moreno                | Chili              | 10.3  |      |
| 7    | Gérard Fenouil             | France             | 10.3  |      |
| 8    | Hartmut Schelter           | Allemagne de l'Est | 10.3  |      |

### Quarts de finale
Les quatre premiers de chaque série se qualifient pour les demi-finales.
Série 1
| Rang | Athlète              | Pays                 | Temps | Note |
| ---- | -------------------- | -------------------- | ----- | ---- |
| 1    | Lennox Miller        | Jamaïque             | 10.1  |      |
| 2    | Jim Hines            | États-Unis           | 10.1  |      |
| 3    | Enrique Figuerola    | Cuba                 | 10.2  |      |
| 4    | Iván Moreno          | Chili                | 10.3  |      |
| 5    | Andrés Calonge       | Argentine            | 10.3  |      |
| 6    | Ron Jones            | Royaume-Uni          | 10.4  |      |
| 7    | Karl-Peter Schmidtke | Allemagne de l'Ouest | 10.4  |      |
| 8    | Vladislav Sapeya     | Union soviétique     | 10.4  |      |

Série 2
| Rang | Athlète          | Pays                 | Temps | Note |
| ---- | ---------------- | -------------------- | ----- | ---- |
| 1    | Hermes Ramírez   | Cuba                 | 10.0  |      |
| 2    | Mel Pender       | États-Unis           | 10.1  |      |
| 3    | Roger Bambuck    | France               | 10.1  |      |
| 4    | Harry Jerome     | Canada               | 10.2  |      |
| 5    | Heinz Erbstößer  | Allemagne de l'Est   | 10.2  |      |
| 6    | Gerhard Wucherer | Allemagne de l'Ouest | 10.3  |      |
| 7    | Kola Abdulai     | Nigeria              | 10.3  |      |
| 8    | Michael Ahey     | Ghana                | 10.4  |      |

Série 3
| Rang | Athlète                  | Pays               | Temps | Note |
| ---- | ------------------------ | ------------------ | ----- | ---- |
| 1    | Pablo Montes             | Cuba               | 10.1  |      |
| 2    | Hartmut Schelter         | Allemagne de l'Est | 10.2  |      |
| 3    | Hideo Iijima             | Japon              | 10.3  |      |
| 4    | Gérard Fenouil           | France             | 10.3  |      |
| 5    | Marian Dudziak           | Pologne            | 10.3  |      |
| 6    | Manikavasagam Jegathesan | Malaisie           | 10.3  |      |
| 7    | Amos Omolo               | Ouganda            | 10.4  |      |
| 8    | Robert Ojo               | Nigeria            | 10.5  |      |

Série 4
| Rang | Athlète                    | Pays               | Temps | Note |
| ---- | -------------------------- | ------------------ | ----- | ---- |
| 1    | Charles Greene             | États-Unis         | 10.0  |      |
| 2    | Jean-Louis Ravelomanantsoa | Madagascar         | 10.1  | NR   |
| 3    | Gaoussou Koné              | Côte d'Ivoire      | 10.2  |      |
| 4    | Harald Eggers              | Allemagne de l'Est | 10.2  |      |
| 5    | Barrie Kelly               | Royaume-Uni        | 10.3  |      |
| 6    | Jocelyn Delecour           | France             | 10.3  |      |
| 7    | Canagasabai Kunalan        | Singapour          | 10.3  |      |
| 8    | Eddy Monsels               | Suriname           | 10.4  |      |

### Séries
Les 3 premiers de chaque séries, les cinq meilleurs temps des non qualifiés directs accèdent aux quart de finale.
Série 1 *
| Rang | Athlète             | Pays       | Temps | Note |
| ---- | ------------------- | ---------- | ----- | ---- |
| 1    | Charles Greene      | États-Unis | 10.0  |      |
| 2    | Hideo Iijima        | Japon      | 10.2  |      |
| 3    | Canagasabai Kunalan | Singapour  | 10.4  |      |
| 4    | Wiesław Maniak      | Pologne    | 10.4  |      |
| 5    | Barka Sy            | Sénégal    | 10.6  |      |

Série 2
| Rang | Athlète                    | Pays                   | Temps | Note |
| ---- | -------------------------- | ---------------------- | ----- | ---- |
| 1    | Jim Hines                  | États-Unis             | 10.2  |      |
| 2    | Jean-Louis Ravelomanantsoa | Madagascar             | 10.2  |      |
| 3    | Gaoussou Koné              | Côte d'Ivoire          | 10.3  |      |
| 4    | Amos Omolo                 | Ouganda                | 10.4  |      |
| 5    | Porfirio Veras             | République dominicaine | 10.5  |      |
| 6    | Julius Sang                | Kenya                  | 10.6  |      |
| 7    | Jorge Vizcarrondo          | Porto Rico             | 10.7  |      |
| 8    | Manuel Planchart           | Venezuela              | 10.7  |      |

Série 3
| Rang | Athlète           | Pays             | Temps | Note |
| ---- | ----------------- | ---------------- | ----- | ---- |
| 1    | Enrique Figuerola | Cuba             | 10.3  |      |
| 2    | Iván Moreno       | Chili            | 10.5  |      |
| 3    | Barrie Kelly      | Royaume-Uni      | 10.5  |      |
| 4    | Yevgeny Sinyayev  | Union soviétique | 10.5  |      |
| 5    | Zenon Nowosz      | Pologne          | 10.5  |      |
| 6    | Charles Asati     | Kenya            | 10.6  |      |
| 7    | Jimmy Sierra      | Colombie         | 10.8  |      |

Série 4
| Rang | Athlète            | Pays             | Temps | Note |
| ---- | ------------------ | ---------------- | ----- | ---- |
| 1    | Pablo Montes       | Cuba             | 10.1  |      |
| 2    | Mel Pender         | États-Unis       | 10.3  |      |
| 3    | Ron Jones          | Royaume-Uni      | 10.4  |      |
| 4    | Aleksey Khlopotnov | Union soviétique | 10.4  |      |
| 5    | Norris Stubbs      | Bahamas          | 10.6  |      |
| 6    | Chen Chuan-Show    | Taïwan           | 10.8  |      |
| 7    | Philippe Housiaux  | Belgique         | 10.9  |      |

Série 5
| Rang | Athlète           | Pays               | Temps | Note |
| ---- | ----------------- | ------------------ | ----- | ---- |
| 1    | Roger Bambuck     | France             | 10.1  |      |
| 2    | Heinz Erbstößer   | Allemagne de l'Est | 10.2  |      |
| 3    | Michael Ahey      | Ghana              | 10.5  |      |
| 4    | Bernard Nottage   | Bahamas            | 10.6  |      |
| 5    | Ennio Preatoni    | Italie             | 10.6  |      |
| 6    | Hansruedi Wiedmer | Suisse             | 10.7  |      |
| 7    | Su Wen-Ho         | Taïwan             | 10.8  |      |

Série 6
| Rang | Athlète                  | Pays               | Temps | Note |
| ---- | ------------------------ | ------------------ | ----- | ---- |
| 1    | Lennox Miller            | Jamaïque           | 10.1  |      |
| 2    | Hartmut Schelter         | Allemagne de l'Est | 10.3  |      |
| 3    | Manikavasagam Jegathesan | Malaisie           | 10.3  |      |
| 4    | Robert Ojo               | Nigeria            | 10.4  |      |
| 5    | Ron Monsegue             | Trinité-et-Tobago  | 10.5  |      |
| 6    | Rogelio Onofre           | Philippines        | 10.5  |      |
| -    | Tom Robinson             | Bahamas            |       | DNF  |

Série 7
| Rang | Athlète               | Pays                 | Temps | Note |
| ---- | --------------------- | -------------------- | ----- | ---- |
| 1    | Harry Jerome          | Canada               | 10.3  |      |
| 2    | Karl-Peter Schmidtke  | Allemagne de l'Ouest | 10.3  |      |
| 3    | Harald Eggers         | Allemagne de l'Est   | 10.3  |      |
| 4    | Kola Abdulai          | Nigeria              | 10.4  |      |
| 5    | Miguel Angel González | Mexique              | 10.5  |      |
| 6    | Pablo McNeil          | Jamaïque             | 10.6  |      |
| 7    | Hassan El-Mech        | Maroc                | 10.7  |      |
| 8    | Morgan Gesmalla       | Soudan               | 11.0  |      |

Série 8
| Rang | Athlète          | Pays                 | Temps | Note |
| ---- | ---------------- | -------------------- | ----- | ---- |
| 1    | Gérard Fenouil   | France               | 10.4  |      |
| 2    | Gerhard Wucherer | Allemagne de l'Ouest | 10.4  |      |
| 3    | Marian Dudziak   | Pologne              | 10.4  |      |
| 4    | Vladislav Sapeya | Union soviétique     | 10.4  |      |
| 5    | Eddy Monsels     | Suriname             | 10.4  |      |
| 6    | Greg Lewis       | Australie            | 10.5  |      |
| 7    | Félix Bécquer    | Mexique              | 10.7  |      |
| 8    | Rafael Santos    | Salvador             | 11.2  |      |

Série 9
| Rang | Athlète           | Pays                 | Temps | Note |
| ---- | ----------------- | -------------------- | ----- | ---- |
| 1    | Hermes Ramírez    | Cuba                 | 10.2  |      |
| 2    | Andrés Calonge    | Argentine            | 10.4  |      |
| 3    | Jocelyn Delecour  | France               | 10.4  |      |
| 4    | Gert Metz         | Allemagne de l'Ouest | 10.5  |      |
| 5    | Norman Chihota    | Tanzanie             | 10.5  |      |
| 6    | Horacio Esteves   | Venezuela            | 10.6  |      |
| 7    | José Luis Sánchez | Espagne              | 10.6  |      |
| 8    | Juan Argüello     | Nicaragua            | 11.1  |      |

## Légende
Records et Performances
- AR : Record continental (area record)
- CR : Record des championnats (championship record)
- MR : Record du meeting (meet record)
- NR : Record national (national record)
- OR : Record olympique (olympic record)
- PR : Record paralympique (paralympic record)
- PB : Record personnel (personal best)
- SB : Meilleure performance personnelle de la saison (season's best)
- WL : Meilleure performance mondiale de l'année (world leader)
- WJR : Record du monde junior (world junior record)
- WR : Record du monde (world record)

Circonstances et Conditions
- DNF : N'a pas terminé (did not finish)
- DNS : N'a pas pris le départ (did not start)
- DQ : Disqualification (disqualification)
- NM : Aucun essai valable enregistré (No Mark)
- Q : Qualifié « directement » au prochain tour (ou à la prochaine compétition), lors d'une compétition majeure, grâce au classement ou à la réalisation des minima (automatic qualifier)
- q : Qualifié au prochain tour (ou à la prochaine compétition), lors d'une compétition majeure, grâce au repêchage ou à la réalisation de l'une des meilleures performances parmi celles des « non qualifiés directement » (grâce au meilleur temps ou à la meilleure distance par exemple) (secondary qualifier)